# Catedral de San José (Mopti)
La Catedral de San José (en francés: Cathédrale Saint-Joseph) es el nombre que recibe un edificio religioso que pertenece a la Iglesia católica y se localiza en Mopti en la quinta región administrativa Mopti en el centro del país africano de Malí. La catedral se localiza cerca de la Avenida Independencia y los hoteles Kanaga y Le Fleuve. Fue establecida en 1953 como la Parroquia San José.
Se trata de un templo que sigue el rito romano o latino y funciona como la sede de la diócesis de Mopti (Dioecesis Moptiensis o bien Diocèse de Mopti) que fue creada en 1964 mediante la bula More institutoque del Papa Pablo VI.
Esta bajo la responsabilidad pastoral del obispo Georges Fonghoro.